# Ramazan Tunç
Ramazan Tunç (* 17. September 1975 in Gümüşhane) ist ein ehemaliger türkischer Fußballspieler. Durch seine  Tätigkeit für Gaziantepspor wird er mit diesem Verein assoziiert. Er war in der bisher erfolgreichsten Zeit des Vereins ein ständiger Spieler der Stammelf.

## Spielerkarriere

### Vereine
Tunç erlernte das Fußballspielen u. a. in der Jugendabteilung des Erstligisten MKE Ankaragücü. 1994 wechselte er als Profispieler zum Drittligisten Kastamonuspor. Bei diesem Verein machte er seine ersten Erfahrungen als Profispieler und kehrte nach einer Saison und zwölf Ligaspielen als Profispieler zu Ankaragücü zurück. Beim Erstligisten Ankaragücü eroberte er sich im Laufe seiner ersten Saison einen Stammplatz und behielt diesen bis zu seinem Abschied im Sommer 1997. Während seiner letzten zwei Jahre bei den Hauptstädtern stieg er zum Türkischen U-21-Nationalspieler auf und war einer der Youngsters der Liga.
Zur Saison 1997/98 wechselte er innerhalb der 1. Liga zu Gaziantepspor. In diesem Verein eroberte sich Tunç auf Anhieb einen Stammplatz. Sein Verein kämpfte aber zum Saisonende um den Abstieg und vermied diesen erst am letzten Spieltag. Für die Saison 1998/98 übernahm Hüseyin Kalpar bei Gaziantepspor das Traineramt. Mit diesem Trainer sorgte der Verein für mehrere Überraschungen und beendete die Saison auf dem 7. Tabellenplatz. In der Saison 1999/2000 verließ Kalpar nach zwei Spieltagen Gaziantepspor und wurde durch Sakıp Özberk ersetzt. Unter diesem neuen Trainer behielt Tunç seinen Stammplatz und stieg mit seinen Leistungen zum Türkischen Nationalspieler auf. Sein Team beendete die Saison als Tabellendritter, erreichte die beste Platzierung der Vereinsgeschichte und qualifizierte sich so für den UEFA-Pokal. In die neue Saison startete der Verein mit dem neuen Trainer Erdoğan Arıca. Arıca wurde aber bereits nach dem 15. Spieltag von seinem Vorgänger Özberk wieder abgelöst. Unter diesem Trainer hielt Tunç' Mannschaft bis zum Saisonende einen kleinen Punkterückstand zur Tabellenspitze und bewahrte sich die Chance auf die Meisterschaft. Am vorletzten Spieltag traf Gaziantepspor im Heimspiel auf Galatasaray Istanbul. Diese Mannschaft befand sich mit lediglich zwei Punkten Vorsprung auf dem zweiten Tabellenplatz. Im Falle eines Sieges hätte Tunç' Team Galatasaray auf dem 2. Tabellenplatz abgelöst und eine große Chance auf den zweiten Champions-League-Platz erhalten. Das umkämpfte Spiel verlor Gaziantepspor. Die Saison beendete der Club auf dem 3. Tabellenplatz und wiederholte somit die Vereinsbestmarke. In der neuen Saison verlor Tunç seinen Stammplatz und spielte nur etwa die Hälfte der möglichen Spiele.
Nachdem Tunç bei Gaziantepspor seinen Stammplatz verloren hatte, wurde er für die Spielzeit 2002/03 an den Ligakonkurrenten Diyarbakırspor ausgeliehen. Hier arbeitete mit Hüseyin Kalpar ein ehemaliger Trainer von Tunç, der seinen alten Spieler zu seiner neuen Wirkungsstätte holte. Nach seiner Leihperiode bei diesem Verein wechselte er im Sommer 2003 endgültig zu Diyarbakırspor. Nach einem weiteren Jahr bei Diyarbakırspor heuerte Tunç im Sommer 2004 beim Aufsteiger Ankaraspor an und spielte hier die nächsten dreieinhalb Spielzeiten. Zur Rückrunde der Saison 2007/08 verließ Tunç Ankaraspor Richtung Stadtrivale Etimesgut Şekerspor, kehrte aber bereits zum Sommer 2008 wieder zu Ankaraspor zurück.
Nach seiner zweiten Periode bei Ankaraspor spielte er noch für Bugsaş Spor und beendete hier im Frühjahr 2012 seine aktive Fußballspielerkarriere.

### Nationalmannschaft
Tunç spielte während seiner Zeit bei MKE Ankaragücü und Gaziantepspor mehrmals für die Türkische U-21-Nationalmannschaft. Zwischen seinen Einsätzen für die U-21 wurde Tunç im Rahmen eines Testspiels das erste Mal in den Kader der türkischen Nationalmannschaft nominiert und gab während der Partie vom 12. Februar 1997 gegen die finnische Nationalmannschaft sein Länderspieldebüt.
Mit der olympischen Auswahl der Türkei nahm Tunç 1997 an den Mittelmeerspielen teil und gewann die Silbermedaille.
Während seiner erfolgreichsten Vereinskarrierezeit wurde Tunç in den Jahren 2000 und 2001 zwei weitere Mal für den Kader der türkischen Nationalmannschaft nominiert und absolvierte zwei weitere Länderspiele.

## Erfolge
Mit Gaziantepspor
- Tabellendritter der Süper Lig: 1999/2000, 2000/01

Mit olympischer Auswahl der Türkei
- 1997 Silbermedaille Mittelmeerspiele